# Contatto (Tiziana Rivale)
Contatto è un album della cantante italiana Tiziana Rivale, pubblicato dall'etichetta musicale Gold-Rca nel 1986.

## Tracce
Lato A
1. La soffitta (G. Salomoni, L. Piergiovanni)
2. Non siamo angeli (L. Piergiovanni)
3. My soul (L. Piergiovanni, Rivale)
4. Per te che mi apri l'universo (A. Mango, P. Mango, S. D'Auria)
5. Ferma il mondo (G. Salomoni, L. Piergiovanni, Rivale)

Lato B
1. Moviestory (G. Salomoni, L. Piergiovanni, R. Spellmann, Rivale)
2. Il viaggiatore (G. Salomoni, Rivale)
3. No stormy weather (M. Nakajima, Rivale)
4. Il tempo va... (L. Piergiovanni)

## Formazione
- Tiziana Rivale - voce
- Osvaldo Mazzei - batteria, percussioni
- Massimo Berni - sintetizzatore, pianoforte, Fender Rhodes
- Maurizio Dioguardi - chitarra
- Marco Camboni - basso
- Maurizio Giammarco - sassofono tenore